# Tadeusz Gabryszewski
Tadeusz Gabryszewski (ur. 28 października 1906 w Jaśle, zm. 10 stycznia 1995 w Krakowie) – polski inżynier, projektant sieci wodociągowych i kanalizacji.

## Życiorys
W 1924 ukończył jasielskie Gimnazjum Humanistyczne, a następnie rozpoczął studia na Wydziale Inżynierii Lądowej i Wodnej Politechniki Lwowskiej. Po złożeniu egzaminu dyplomowego w 1933 rozpoczął pracę w Zarządzie Miejskim w Rzeszowie, rok później przeszedł do Państwowego Zarządu Wodnego w Nowym Sączu i pracował tam do 1936. Następnie przeszedł do Zarządu Miejskiego w Krakowie, pracował jako referent spraw wodnych, a następnie jako starszy referent-projektant w Miejskim Przedsiębiorstwie Wodociągów i Kanalizacji. 
W 1945 należał do grupy urbanistów, którzy pod kierownictwem Bolesława Drobnera wyjechali do Wrocławia, aby tworzyć administrację miejską. Od 1945 do 1950 rozpoczął pracę na stanowisku zastępcy dyrektora do spraw technicznych w Miejskim Przedsiębiorstwie Wodociągów i Kanalizacji. W Centralnym Biurze Projektów Architektonicznych i Budowlanych zorganizował Pracownię Techniki Sanitarnej. 
Od 1952 do 1964 pełnił funkcję pierwszego dyrektora Biura Projektów Budownictwa Komunalnego oraz konsultanta technicznego. Równocześnie od 1947 pracował na Politechnice Wrocławskiej, początkowo był wykładowcą na Wydziale Budownictwa Lądowego, Wodnego i Architektury, a od 1952 na Wydziale Inżynierii Sanitarnej. Początkowo był adiunktem, następnie docentem, a w 1965 otrzymał tytuł profesora nadzwyczajnego. Początkowo był kierownikiem Katedry Ogrzewania, Wietrzenia i Instalacji Sanitarnych, w 1953 otrzymał stanowisko kierownika Katedry Wodociągów i Kanalizacji i piastował je do 1968. Pełnił funkcję prodziekana oraz dziekana Wydziału Inżynierii Sanitarnej (1953-54, 1955-58, 1960-66). Pełnił funkcję opiekuna Katedry Biologii Sanitarnej i Katedry Technologii Wody i Ścieków. 
W 1968 Tadeusz Gabryszewski opuścił Politechnikę Wrocławską i przeniósł się do Krakowa, gdzie powierzono mu organizację Instytutu Inżynierii Sanitarnej, pracował na Wydziale Inżynierii Sanitarnej i Wodnej Politechniki Krakowskiej. W 1972 został profesorem zwyczajnym, pięć lat później przeszedł na emeryturę. Równocześnie od 1969 Tadeusz Gabryszewski był związany z Wyższą Szkołą Inżynierską w Rzeszowie, początkowo z Wydziałem Budownictwa Lądowego i Komunalnego, a następnie z Wydziałem Budownictwa i Inżynierii Środowiska Politechniki Rzeszowskiej, gdzie zainicjował powstanie Zakładu Urządzeń Sanitarnych. 
Po przejściu na emeryturę pozostał aktywny zawodowo, był związany z Politechniką Krakowską. 
Pochowany na cmentarzu wojskowym przy ul. Prandoty w Krakowie(kw. LXXXIX-1-10).

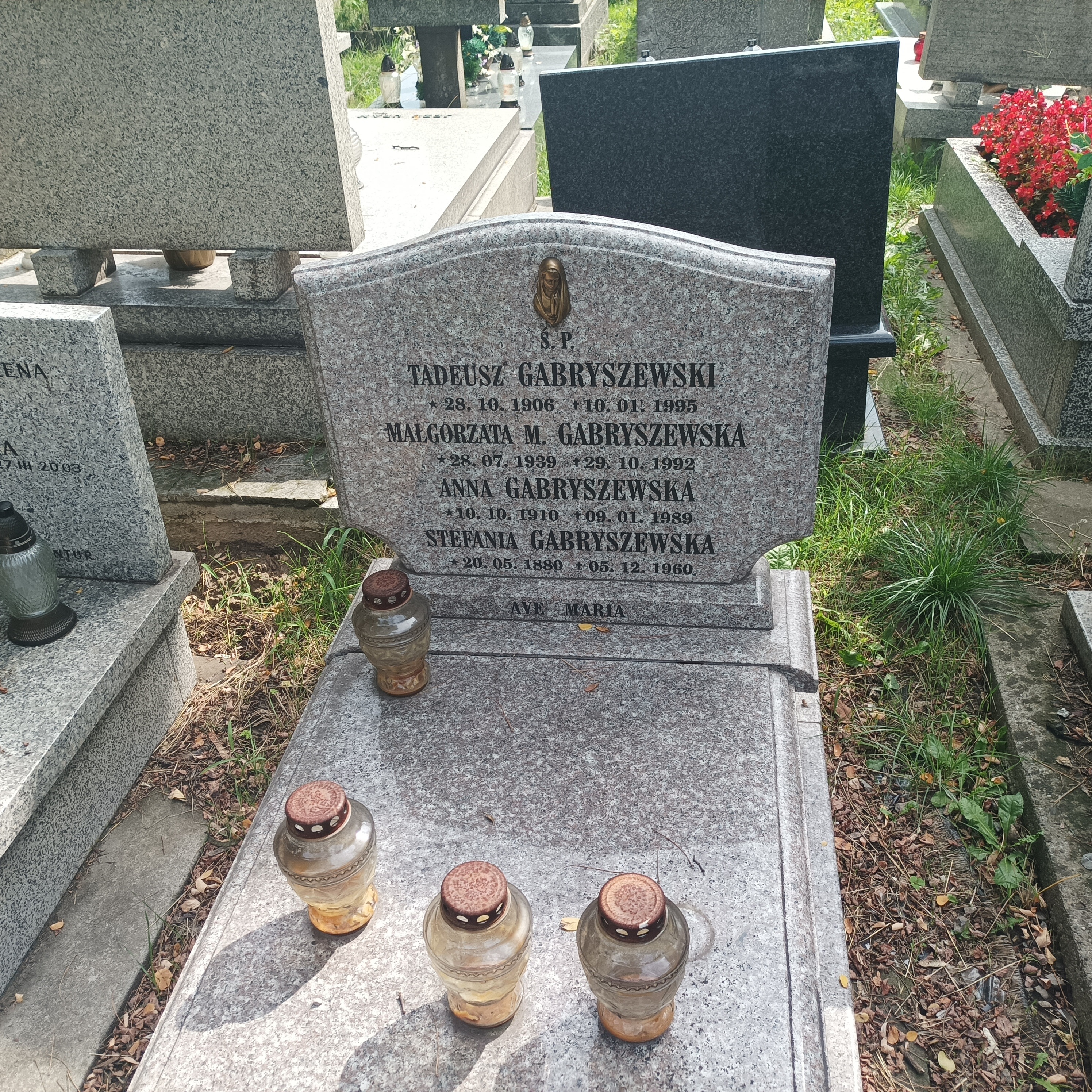
Grób prof. Tadeusza Gabryszewskiego na cmentarzu wojskowym przy ul. Prandoty w Krakowie

## Członkostwo
Przed 1939
- Polski Związek Inżynierów Budowlanych[1];
- Polskie Zrzeszenie Inżynierów Wodociągów i Gazowników[1].

Po 1945
- Polskie Zrzeszenie Inżynierów i Techników Sanitarnych (od 1978 członek honorowy)[1];
- Oddział Wrocławski NOT (członkostwo i członek założyciel)[1].

## Odznaczenia[1]
- Krzyż Oficerski Orderu Odrodzenia Polski;
- Krzyż Kawalerski Orderu Odrodzenia Polski;
- Złoty Krzyż Zasługi;
- Medal 10-lecia Polski Ludowej (1955)[3];
- Medal Komisji Edukacji Narodowej;
- Odznaka 1000-lecia Państwa Polskiego;
- Odznaka Budowniczego Wrocławia;
- Złota Odznaka Politechniki Wrocławskiej;
- Złota Honorowa Odznaka PZIiTS;
- Złota Honorowa Odznaka NOT.